# Le Monde de John
Pour plus de détails, voir Fiche technique et Distribution.
Le Monde de John (John and the Hole) est un film américain de Pascual Sisto, sorti en 2021.
Il a remporté le Prix de la Révélation au Festival du cinéma américain de Deauville 2021.

## Synopsis
John est un jeune garçon de 13 ans apparemment sans histoire. Un jour, il découvre un bunker sur la propriété de sa famille. L'existence de ce bunker le pousse soudainement à droguer ses parents et sa sœur, et à les enfermer dans ce trou sans la moindre raison.

## Fiche technique
- Titre : Le Monde de John
- Titre original : John and the Hole
- Réalisation : Pascual Sisto
- Scénario : Nicolás Giacobone, d'après son roman El Pozo
- Montage : Sara Shaw
- Musique : Caterina Barbieri
- Photographie : Paul Ozgur
- Production : Michael Bowes, Nicolás Giacobone, Alex Orlovsky et Elika Portnoy
- Sociétés de production : Mutressa Movies et 3311 Productions
- Société de distribution : IFC Films
- Pays de production :  États-Unis
- Genre : drame
- Durée : 98 minutes
- Dates de sortie :
  - États-Unis : 29 janvier 2021 (festival de Sundance) ; 6 août 2021 (sortie nationale)
  - France : 10 septembre 2021 (Festival du cinéma américain de Deauville)[1]

## Distribution
- Charlie Shotwell (VF : Andrea Santamaria) : John
- Michael C. Hall (VF : Patrick Mancini) : Brad
- Jennifer Ehle (VF : Anne Rondeleux) : Anna
- Taissa Farmiga (VF : Jessica Barrier) : Laurie
- Ben O'Brien : Peter
- Lucien Spelman : Charlie
- Tamara Hickey (VF : Juliette Degenne) : Paula
- Elijah Ungvary : le professeur de tennis
- Georgia Lyman : Gloria
- Samantha LeBretton (VF : Clotilde Verry) : Lily

 Source et légende : version française (VF) sur RS Doublage

## Distinctions

### Récompense
- Festival du cinéma américain de Deauville 2021 : Prix de la Révélation

### Sélection
- Festival du film de Sundance 2021 : sélection officielle